# Sarcophaga leucaniae
Sarcophaga leucaniae är en tvåvingeart som först beskrevs av Townsend 1893.  Sarcophaga leucaniae ingår i släktet Sarcophaga och familjen köttflugor.
Artens utbredningsområde är Illinois. Inga underarter finns listade i Catalogue of Life.